# J3 League 2021
Die J3 League 2021 war die achte Spielzeit der dritthöchsten Fußball-Spielklasse der japanischen J.League. Die Saison begann mit dem ersten Spieltag am 14. März 2021. Meister wurde erstmals der Verein Roasso Kumamoto, der damit zum zweiten Mal nach 2007 den Aufstieg in die J2 League schaffte.

## Modus
Die 15 Mannschaften der J3 League spielen ihren Meister in einem Doppelrundenturnier im Kalenderjahr aus, wobei jedes Team in einem Hin- und Rückspiel gegeneinander antritt, sodass jede Mannschaft am Saisonende 28 Spiele absolviert hat. Die ersten beiden Mannschaften steigen in die J2 League auf. Wie in den vergangenen Jahren steigen auch in diesem Jahr keine Vereine in die untergeordnete Japan Football League ab.
Ermittelt wird die Tabelle anhand der folgenden Kriterien:
1. Anzahl der erzielten Punkte
2. Tordifferenz
3. Direkter Vergleich der punktgleichen Teams
4. Anzahl der Siege
5. Erzielte Tore
6. Anzahl der Foulpunkte
7. Losentscheid

## Mannschaften
Im Vergleich zur Vorsaison hat sich die Anzahl der teilnehmenden Mannschaften von 18 auf 15 verringert. Zum einen stiegen Blaublitz Akita und der SC Sagamihara als die beiden bestplatzierten Mannschaften der J3 League 2020 auf. Aufgrund der besonderen Umstände durch die COVID-19-Pandemie entschied die J.League, dass es aber in der Saison 2020 im Gegenzug keinen Abstieg von der J2 League in die J3 League gibt. Zum anderen entschied die J.League, die Teilnahme von U23-Mannschaften an der J3 League einzustellen. Dies betraf die Vereine Gamba Osaka U23 und Cerezo Osaka U23, nachdem sich der FC Tokyo U23 bereits vor Beginn der Saison 2020 aus der J3 League zurückgezogen hatte. Zuletzt stieg mit Tegevajaro Miyazaki ein Verein aus der Japan Football League 2020 in die J3 League auf.
| Team                 | Stadt                | Heimstadion                             |
| -------------------- | -------------------- | --------------------------------------- |
| Vanraure Hachinohe   | Hachinohe, Aomori    | Prifoods Stadium                        |
| Iwate Grulla Morioka | Morioka, Iwate       | Iwate Bank Stadium                      |
| Fukushima United FC  | Fukushima, Fukushima | Toho Stadium                            |
| YSCC Yokohama        | Yokohama, Kanagawa   | NHK Spring Mitsuzawa Football Stadium   |
| AC Nagano Parceiro   | Nagano, Nagano       | Nagano U Stadium                        |
| Kataller Toyama      | Toyama, Toyama       | Toyama Athletic Recreation Park Stadium |
| Fujieda MYFC         | Fujieda, Shizuoka    | Fujieda Soccer Stadium                  |
| Azul Claro Numazu    | Numazu, Shizuoka     | Ashitaka Athletic Stadium               |
| FC Gifu              | Gifu, Gifu           | Nagaragawa Stadium                      |
| Gainare Tottori      | Tottori, Tottori     | Axis Bird Stadium                       |
| Kamatamare Sanuki    | Takamatsu, Kagawa    | Pikara Stadium                          |
| FC Imabari           | Imabari, Ehime       | Arigato Service Dream Stadium           |
| Roasso Kumamoto      | Kumamoto, Kumamoto   | Egao Kenkō Stadium                      |
| Tegevajaro Miyazaki  | Miyazaki, Miyazaki   | Unilever Stadium Shintomi               |
| Kagoshima United FC  | Kagoshima, Kagoshima | Shiranami Stadium                       |

## Trainer
| Verein               | Cheftrainer                                                 |
| -------------------- | ----------------------------------------------------------- |
| Vanraure Hachinohe   | Masahiro Kuzuno                                             |
| Iwate Grulla Morioka | Yutaka Akita                                                |
| Fukushima United FC  | Yū Tokisaki                                                 |
| YSCC Yokohama        | Yūki Stalph                                                 |
| AC Nagano Parceiro   | Yūji Yokoyama → Hideo Yoshizawa                             |
| Kataller Toyama      | Nobuhiro Ishizaki                                           |
| Fujieda MYFC         | Yasuharu Kurata → Daisuke Sudō                              |
| Azul Claro Numazu    | Masataka Imai                                               |
| FC Gifu              | Takayoshi Amma                                              |
| Gainare Tottori      | Riki Takagi → Kohei Masumoto → Kim Jong-song                |
| Kamatamare Sanuki    | Nobuyuki Uenoyama → Toshihiro Nishimura → Zdravko Zemunović |
| FC Imabari           | Lluís Planagumà → Keiichirō Nuno → Kazuaki Hashikawa        |
| Roasso Kumamoto      | Takeshi Ōki                                                 |
| Tegevajaro Miyazaki  | Naruyuki Naitō                                              |
| Kagoshima United FC  | Arthur Papas → Yasuaki Ōshima → Nobuhiro Ueno               |

## Spieler
| Verein               | Spieler |
| -------------------- | --- |
| Vanraure Hachinohe   | Kazuki Satō (12/0), Shū Maeda (14/1), Shūya Akamatsu (21/2), Masanobu Komaki (14/0), Taichi Nakamura (16/3), Keita Takami (17/0), Yōsuke Kamigata (25/6), Shōchi Niiyama (20/0), Yoshiki Oka (21/1), Satoru Maruoka (18/2), Kōki Maezawa (28/3), Takeru Itakura (11/0), Daichi Kobayashi (5/0), Tomoyuki Hirose (8/0), Kai Sasaki (5/0), Takumi Shimada (19/5), Kazuma Tsuboi (17/0), Takuji Yokoyama (6/0), Kairi Harayama (6/0), Kazuya Niwa (25/0), Takaya Kuroishi (14/0), Wataru Ise (10/0), Hayate Tsuta (22/0), Teppei Chikaishi (26/1), Ryūsei Nose (7/0), Taisuke Akiyoshi (9/0), Yūki Aida (22/0) |
| Iwate Grulla Morioka | Kōhei Doi (14/0), Kōdai Fujii (1/0), Yūsuke Muta (27/4), Keita Ishii (14/1), Morelatto (21/1), Kōsei Wakimoto (26/2), Han Yong-thae (16/1), Brenner (24/5), Yūki Shikama (26/6), Shōta Yomesaka (11/0), Tōi Kagami (22/4), Genki Hirakawa (1/0), Taisuke Nakamura (27/6), Tsuyoshi Miyaichi (1/0), Megumu Nishida (20/1), Shōgo Sasaki (17/0), Ren Yamakawa (3/0), Kazuki Arinaga (21/2), Bismarck (15/1), Otabor (1/0), Shunji Masuda (25/1), Takuma Takeda (6/0), Masahito Onoda (27/1), Taishi Brandon Nozawa (14/0), Kenta Kurishima (8/0), Masashi Wada (10/4), Tatsuya Tabira (1/0), Masaomi Nakano (8/1) |
| Fukushima United FC  | Akira Fantini (2/0), Shōma Kamata (25/2), Makoto Kawanishi (21/0), Hirokazu Usami (12/0), Ryōta Okada (7/0), Hiroto Morooka (18/0), Katsumi Yusa (1/0), Ismaila (14/8), Kōta Mori (14/2), Tokaç (17/7), Hiroto Yukie (24/0), Kōsuke Tanaka (24/1), Hiroaki Aoyama (1/0), Yūta Nobe (12/0), Riku Hashimoto (25/2), Nobuki Iketaka (24/1), Ryōta Kitamura (3/0), Kaito Yamamoto (26/0), Hayato Fukushima (18/1), Hiromu Kamada (28/0), Shōki Nagano (10/2), Gabriel (2/0), Kazuki Dōhana (26/1), Hiroshi Yoshinaga (24/3), Kazuki Satō (3/0), Keita Shiba (12/0), Hiroki Higuchi (28/9), Uheiji Uehata (21/1), Simon (1/0) |
| YSCC Yokohama        | Ryōsuke Sagawa (20/0), Minoru Hanafusa (14/0), Kei Munechika (26/2), Kento Dodate (28/5), Hayato Ikegaya (25/0), Yūta Satō (24/1), Yumemi Kanda (24/2), Akio Yoshida (14/2), Kazuya Ōizumi (1/0), Yūtarō Yanagi (25/2), Charles Nduka (22/6), Takumi Nagasawa (1/0), Taisei Kaneko (1/0), Jorn Pedersen (10/2), Daiki Koike (4/0), Ryota Yanagisono (9/0), Kanta Wada (9/0), Diego Taba (4/0), Ryōtarō Yamamoto (10/0), Yūma Funabashi (26/2), Shunta Nishiyama (14/0), Ren Furuyama (5/0), Onye Ogochukwu (7/0), Shuntarō Kawabe (22/1), Atsushi Kikutani (23/3), Shunkun Tani (1/0), Nobuhide Akiba (4/0), Kenta Ichimiya (7/0), Kei Ōshiro (26/2), Hiroto Miyauchi (19/0), Alexandre Hidaka (1/0), Tomoya Hayashi (8/1), Ryō Ishii (3/0) |
| AC Nagano Parceiro   | Kengo Tanaka (15/0), Keita Yoshioka (25/2), Takuya Akiyama (10/0), Kyōhei Uchida (2/0), Kenta Hirose (22/1), Hiroyuki Tsubokawa (22/2), Takuma Mizutani (28/3), Tomofumi Fujiyama (14/1), Hiroshi Azuma (21/2), Shōta Sakaki (17/2), Tsubasa Sano (16/2), Naoki Sanda (28/9), Masaki Miyasaka (28/1), Yūki Morikawa (17/3), Hidetaka Kanazono (7/0), Kazuki Yamaguchi (13/1), Taichi Takeda (6/0), Yuzuru Yoshimura (27/2), Sōki Yatagai (12/0), Kakeru Suminaga (21/0), Kento Takakubo (5/0), Ryōji Fujimori (8/2), Kaito Ōmomo (1/0), Atsuki Yamanaka (1/0), Hinata Konishi (3/0), Kento Kawata (12/0), Ryūhei Yamamoto (24/0), Kim Min-ho (1/0), Kōhei Takahashi (2/0), Shūto Kammera (11/2), Takuya Hitomi (7/0)                        |
| Kataller Toyama      | Yōhei Nishibe (26/0), Issei Tone (28/2), Jun’ya Imase (17/1), Teppei Usui (13/0), Yōji Sasaki (10/0), Shunta Takahashi (25/4), Yōhei Ōno (26/9), Shō Hanai (15/1), Naoto Andō (27/1), Daichi Matsuoka (5/0), Hiroya Sueki (25/2), Yūya Himeno (28/3), Akira Matsuzawa (4/0), Daiki Yagishita (22/1), Shōma Otoizumi (28/3), Nobuyuki Shiina (28/3), Makoto Rindō (27/4), Ikki Sasaki (6/0), Tsubasa Yoshihira (26/3), Matheus Leiria (14/2), Riku Nakayama (1/0), Kazuki Saitō (3/0), Hiroki Todaka (5/0), Takuma Shikayama (5/0), Shōto Suzuki (2/0), Yūsuke Tanaka (12/1) |
| Fujieda MYFC         | Takuya Sugimoto (23/0), Nobuyuki Kawashima (22/1), Shōta Suzuki (12/0), Takashi Akiyama (13/1), Yūdai Iwama (23/0), Michitaka Akimoto (1/0), Jun Suzuki (25/2), Ryōta Iwabuchi (24/5), Tsugutoshi Ōishi (27/6), Yūki Oshitani (28/6), Takuya Miyamoto (17/3), Kenta Hori (7/0), Tatsuya Yazawa (7/0), Masahiko Sugita (28/2), Kōta Sameshima (7/0), Takuma Edamura (15/1), Daisuke Inazumi (18/1), Yasuhito Morishima (4/0), Ryōsuke Hisadomi (21/1), Hayato Nukui (14/3), Masahiro Nasukawa (10/0), Daiki Morimoto (1/0), Akiyuki Yokoyama (6/0), Kōki Matsumura (23/2), Maaya Sako (10/2), Satoshi Ōsugi (2/0), Kim Jung-ya (9/1), Shōhei Kawakami (19/1), Takuma Narahashi (3/0), Takumi Kiyomoto (7/1), Tōjirō Kubo (6/2)               |
| Azul Claro Numazu    | Masataka Nomura (8/0), Tomoki Fujisaki (28/3), Tatsuya Anzai (25/1), Akira Ōsako (14/0), Kōsuke Gotō (12/0), Ryōma Kita (19/1), Kōsei Uryū (17/1), Kenshirō Suzuki (22/2), Yūsuke Imamura (18/1), Ryō Watanabe (21/7), Kazuki Someya (25/3), Ryūsuke Ōtomo (20/0), Kōtarō Tokunaga (13/0), Takuya Sugai (24/1), Kōta Suzuki (2/0), Naoki Satō (20/1), Yuma Mori (13/0), Masayuki Tokutake (13/1), Yūki Fukai (9/1), Terukazu Shinozaki (2/0), Kōki Inoue (9/0), Noah Kenshin Browne (5/0), Kazuki Kijima (10/0), Jun’ya Takahashi (28/6), Takumi Hama (26/3) |
| FC Gifu              | Wataru Hashimoto (26/0), Tadashi Takeda (3/0), Kentarō Kai (27/1), Paulao (2/0), Shōhei Mishima (17/0), Tōma Murata (25/2), Kensei Nakashima (26/2), Hirofumi Yamauchi (10/0), Shōta Kawanishi (26/13), Leleu (8/0), Takuya Honda (22/0), Bright Machida (3/0), Yūta Togashi (13/1), Takumi Fujitani (23/1), Kōhei Hattori (7/0), Ryō Kubota (11/2), Kazushige Kirihata (19/0), Takuya Matsumoto (9/0), Tetsuya Funatsu (25/3), Ryōtarō Ōnishi (16/1), Shōhei Aihara (17/1), Yoshiatsu Oiji (2/0), Arata Koyama (2/0), Haruki Mitsuda (27/4), Ayumu Matsumoto (6/0), Kim Ho (5/0), Calvin Jong-a-Pin (1/0), Ryōhei Yoshihama (23/1), Yōsuke Kashiwagi (19/1), Shumpei Fukahori (14/3)                                                       |
| Gainare Tottori      | Masanobu Komaki (11/0), Takuya Fujiwara (17/0), Jun’ya Suzuki (26/2), Taiki Arai (25/0), Masataka Kani (23/1), Kazuya Andō (9/1), Yūya Taguchi (26/9), Yū Ōkubo (18/0), Ken Tajiri (23/0), Naoya Uozato (20/1), Yūsuke Ishida (17/2), Kōki Ishii (8/0), Naoya Senoo (13/2), Daichi Ishikawa (24/6), Takeru Kiyonaga (14/3), Kōki Harada (16/0), Yūshi Nagashima (16/3), Shuri Koyama (7/0), Hikaru Arai (7/2), Kei Sakamoto (13/0), Daichi Akiyama (12/1), Hiroto Sese (25/2), Meguru Odagaki (7/0), Tomoki Taniguchi (1/0), Asahi Yokokawa (2/0), Kōshirō Itohara (5/0), Hayate Sugii (23/1), Kōya Tanio (10/0) |
| Kamatamare Sanuki    | Takuya Takahashi (23/0), Takaharu Nishino (18/0), Naoya Matsumoto (6/0), Atsuki Satsukawa (23/2), Takumi Komatsu (25/2), Hayato Hasegawa (11/0), Masataka Nishimoto (27/0), Yūga Watanabe (24/0), Mark Ajay Kurita (24/2), Kazumasa Takagi (17/0), Kentarō Shigematsu (27/3), Wataru Sasaki (9/0), Kazuki Iwamoto (20/2), Kenta Watanabe (3/0), Takuma Gotō (15/0), Ryō Nakamura (14/0), Ikki Kawasaki (25/3), Taiyō Shimokawa (2/0), Takaya Yoshinare (6/0), Kō Ikeda (2/0), Suguru Asanuma (2/0), Kanato Abe (4/0), Tomoya Hayashi (4/0), Taiyō Namazuta (10/0), Shunta Nakamura (25/3), Akira Takeuchi (18/1), Gen’ichi Endō (27/0), Eugene Fukui (7/0), Shōya Koyama (3/0)                                                              |
| FC Imabari           | Tomohito Shūgyō (25/0), Jung Han-cheol (14/2), Yūichi Komano (23/0), Takuya Sonoda (16/0), Tomoya Andō (15/1), Kōichi Miyao (10/0), Takafumi Yamada (26/3), Shungo Tamashiro (17/2), Jun Arima (9/2), Valdumar (16/4), Ryōta Ichihara (8/0), Tasuku Hiraoka (7/0), Shō Fukuda (3/0), Ryang Hyon-ju (12/1), Óscar Linton (5/0), Toshiki Tōya (25/2), Takuya Shimamura (26/1), Kazuki Okayama (14/0), Takurō Uehara (24/1), Lee Do-hyung (1/0), Takatora Kondō (11/1), Keishi Kusumi (26/3), Taisei Takase (13/3), Hideo Hashimoto (17/1), Haruki Matsui (2/0), Ryōya Iizumi (6/0), Seigō Takei (16/2), Shinji Okada (2/0), Léo Mineiro (3/1), Wataru Harada (25/3), Hayata Komatsu (13/1)                                                    |
| Roasso Kumamoto      | Kōhei Kuroki (28/1), Keisuke Ogasawara (12/0), Shūichi Sakai (21/0), Masahiro Sugata (25/1), Sō Kawahara (28/1), Wataru Iwashita (25/3), Shūhei Kamimura (27/3), Toshiki Takahashi (23/8), Shun Itō (24/2), Hayato Asakawa (20/4), Tomoya Kitamura (13/0), Yūhi Takemoto (16/3), Taisuke Mizuno (10/0), Kōki Sakamoto (12/2), Kakeru Higuchi (8/0), Naohiro Sugiyama (28/5), Sōta Higashide (10/0), Kōtarō Higashino (2/0), Thales (21/4), Yūya Satō (26/0), Keitatsu Kojima (2/0), Kōsei Tajiri (1/0), Kotarō Fujikawa (1/0), Aiki Miyahara (4/0), Tomotaka Okamoto (14/0), Kei Uchiyama (2/0), Kaito Abe (1/0) |
| Tegevajaro Miyazaki  | Ikiru Aoyama (19/1), Shintarō Ihara (23/0), Jun’ya Kurose (6/0), Kazuki Chibu (24/1), Tatsuya Onodera (2/0), Shōma Mizunaga (15/1), Kōsuke Fujioka (28/10), Kōta Ishida (2/0), Samuel (12/0), Hirotaka Uchizono (4/0), Ryōsuke Maeda (27/4), Ryō Watanabe (28/5), Yukihide Gibo (3/0), Keigo Hashimoto (28/6), Kenta Ōkuma (27/0), Kō Watahiki (19/0), Yūdai Tokunaga (28/1), Kaito Umeda (27/9), Tsuyoshi Fujitake (1/0), Ryuya Ohata (17/1), Kenta Ishii (9/0), Kenji Dai (27/2), Makoto Mimura (20/2), Hiroki Okuda (14/1), Shunsuke Ueda (20/0) |
| Kagoshima United FC  | Foguete (21/2), Weslley (26/2), Kōtarō Fujiwara (13/0), Keisuke Tanabe (26/0), Kento Nakamura (9/1), Taku Ushinohama (4/0), Takuma Sonoda (20/2), Gustavo (5/0), Junki Goryō (25/1), Shōgo Ōnishi (23/0), Hiroya Nodake (10/0), Osamu Henry Iyoha (12/0), Yūto Kide (2/0), Yūsei Kayanuma (23/3), Jun’ya Nodake (13/0), Shunsuke Yamamoto (16/3), Noriyuki Sakemoto (19/0), Kōhei Hattanda (18/0), Mikiya Etō (22/1), Gerson (1/0), Kazuya Sunamori (20/1), Hiroki Akiyama (9/1), Fūma Shirasaka (5/0), Raisei Shimazu (8/1), Shūto Nakahara (28/4), Rei Yonezawa (27/9), Yūshi Yamaya (18/1), Kaito Miyake (12/1) |

## Statistiken

### Tabelle
| Pl.               | Verein                  | Sp. | S  | U  | N  | Tore    | Diff. | Punkte |
| ----------------- | ----------------------- | --- | -- | -- | -- | ------- | ----- | ------ |
| 1.                | Roasso Kumamoto         | 28  | 15 | 9  | 4  | 039:200 | +19   | 54     |
| 2.                | Iwate Grulla Morioka    | 28  | 15 | 8  | 5  | 043:280 | +15   | 53     |
| 3.                | Tegevajaro Miyazaki (N) | 28  | 16 | 5  | 7  | 044:310 | +13   | 53     |
| 4.                | Kataller Toyama         | 28  | 13 | 7  | 8  | 040:340 | +6    | 46     |
| 5.                | Fukushima United FC     | 28  | 13 | 6  | 9  | 041:320 | +9    | 45     |
| 6.                | FC Gifu                 | 28  | 12 | 5  | 11 | 038:350 | +3    | 41     |
| 7.                | Kagoshima United FC     | 28  | 11 | 7  | 10 | 034:350 | −1    | 40     |
| 8.                | YSCC Yokohama           | 28  | 11 | 7  | 10 | 031:330 | −2    | 40     |
| 9.                | AC Nagano Parceiro      | 28  | 8  | 12 | 8  | 035:280 | +7    | 36     |
| 10.               | Fujieda MYFC            | 28  | 8  | 8  | 12 | 042:420 | ±0    | 32     |
| 11.               | FC Imabari              | 28  | 7  | 9  | 12 | 034:330 | +1    | 30     |
| 12.               | Gainare Tottori         | 28  | 9  | 2  | 17 | 036:530 | −17   | 29     |
| 13.               | Vanraure Hachinohe      | 28  | 7  | 8  | 13 | 024:440 | −20   | 29     |
| 14.               | Azul Claro Numazu       | 28  | 7  | 6  | 15 | 032:440 | −12   | 27     |
| 15.               | Kamatamare Sanuki       | 28  | 4  | 9  | 15 | 020:410 | −21   | 21     |
| Stand: Saisonende |                         |     |    |    |    |         |       |        |

| Zum Saisonende 2021:                                                  |                                                                    |
| Aufstieg in die J2 League 2022: Roasso Kumamoto, Iwate Grulla Morioka |                                                                    |
|                                                                       |                                                                    |
| Zum Saisonende 2020:                                                  |                                                                    |
| (N)                                                                   | Aufsteiger aus der Japan Football League 2020: Tegevajaro Miyazaki |

### Kreuztabelle
Die Kreuztabelle stellt die Ergebnisse aller Spiele der Saison dar. Die Heimmannschaft ist in der linken Spalte, die Gastmannschaft in der oberen Zeile aufgelistet.
|                      | VH                |     | FU  | YS  | NP  |     | FM  | AC  |     | GT  | KS  | FI  | RK  | TM  | KU  |
| -------------------- | ----------------- | --- | --- | --- | --- | --- | --- | --- | --- | --- | --- | --- | --- | --- | --- |
| Vanraure Hachinohe   |                   | 0:3 | 1:1 | 3:0 | 0:0 | 0:1 | 1:0 | 1:0 | 2:1 | 2:0 | 1:1 | 2:1 | 0:5 | 0:1 | 1:1 |
| Iwate Grulla Morioka | 3:2               |     | 2:1 | 0:2 | 0:0 | 1:0 | 4:0 | 3:2 | 0:2 | 2:1 | 3:1 | 3:2 | 0:0 | 0:1 | 2:1 |
| Fukushima United FC  | 2:0               | 2:1 |     | 2:1 | 1:1 | 1:3 | 0:0 | 2:1 | 1:2 | 2:1 | 1:1 | 4:1 | 1:2 | 2:1 | 1:1 |
| YSCC Yokohama        | 2:1               | 1:3 | 0:2 |     | 0:0 | 0:1 | 4:3 | 2:1 | 0:3 | 2:1 | 1:2 | 0:0 | 0:0 | 0:2 | 0:0 |
| AC Nagano Parceiro   | 1:1               | 0:1 | 0:1 | 2:2 |     | 4:0 | 1:3 | 1:1 | 2:1 | 3:2 | 0:0 | 0:0 | 0:2 | 1:1 | 1:2 |
| Kataller Toyama      | 2:1               | 1:0 | 2:2 | 0:1 | 3:0 |     | 2:1 | 3:0 | 1:0 | 0:2 | 1:0 | 1:1 | 1:1 | 2:1 | 1:1 |
| Fujieda MYFC         | 2:0               | 2:2 | 1:0 | 0:3 | 1:1 | 1:1 |     | 5:1 | 1:3 | 0:2 | 5:0 | 1:1 | 0:1 | 2:1 | 0:1 |
| Azul Claro Numazu    | 7:2               | 1:1 | 0:1 | 1:0 | 0:1 | 2:1 | 1:1 |     | 1:1 | 2:1 | 0:2 | 1:0 | 1:3 | 1:1 | 0:2 |
| FC Gifu              | 0:0               | 2:2 | 0:4 | 1:2 | 3:2 | 2:0 | 0:0 | 3:1 |     | 0:3 | 4:0 | 2:1 | 0:1 | 3:1 | 1:0 |
| Gainare Tottori      | 3:0               | 1:1 | 0:1 | 1:2 | 1:8 | 0:3 | 4:3 | 1:4 | 0:1 |     | 1:0 | 2:1 | 1:2 | 0:4 | 0:2 |
| Kamatamare Sanuki    | 0:1               | 1:1 | 1:2 | 0:1 | 0:2 | 2:3 | 0:1 | 1:0 | 0:0 | 1:3 |     | 0:0 | 1:2 | 0:2 | 1:2 |
| FC Imabari           | 3:0               | 0:1 | 3:2 | 1:1 | 0:0 | 4:2 | 4:3 | 0:0 | 3:0 | 2:0 | 1:1 |     | 0:1 | 0:1 | 1:2 |
| Roasso Kumamoto      | 2:2               | 1:1 | 1:0 | 1:0 | 2:0 | 2:2 | 3:2 | 0:1 | 2:0 | 1:1 | 0:0 | 1:0 |     | 1:2 | 2:2 |
| Tegevajaro Miyazaki  | 2:0               | 0:1 | 3:2 | 1:1 | 0:2 | 2:1 | 1:1 | 2:1 | 4:3 | 2:1 | 2:2 | 2:1 | 1:0 |     | 3:2 |
| Kagoshima United FC  | 0:0               | 1:2 | 2:0 | 1:3 | 0:2 | 2:2 | 0:3 | 3:1 | 1:0 | 2:3 | 1:2 | 0:3 | 1:0 | 1:0 |     |
|                      | Stand: Saisonende |     |     |     |     |     |     |     |     |     |     |     |     |     |     |

### Torschützen
| Platz                   | Name              | Mannschaft          | Tore |
| ----------------------- | ----------------- | ------------------- | ---- |
| 1.                      | Shōta Kawanishi   | FC Gifu             | 13   |
| 2.                      | Kōsuke Fujioka    | Tegevajaro Miyazaki | 10   |
| 3.                      | Hiroki Higuchi    | Fukushima United FC | 9    |
| 3.                      | Naoki Sanda       | AC Nagano Parceiro  | 9    |
| 3.                      | Yōhei Ōno         | Kataller Toyama     | 9    |
| 3.                      | Yūya Taguchi      | Gainare Tottori     | 9    |
| 3.                      | Kaito Umeda       | Tegevajaro Miyazaki | 9    |
| 3.                      | Rei Yonezawa      | Kagoshima United FC | 9    |
| 9.                      | Toshiki Takahashi | Roasso Kumamoto     | 8    |
| 10.                     | Ömer Tokaç        | Fukushima United FC | 7    |
| 10.                     | Ryō Watanabe      | Azul Claro Numazu   | 7    |
| Stand: 9. Dezember 2021 |                   |                     |      |

### Hattricks
Stand: 9. Dezember 2021
| Spieler     | Verein             | Gegnerischer Verein | Ergebnis  | Datum         |
| ----------- | ------------------ | ------------------- | --------- | ------------- |
| Naoki Sanda | AC Nagano Parceiro | Gainare Tottori     | 8 : 1 (A) | 13. Juni 2021 |